# アメリカ合衆国憲法修正第24条

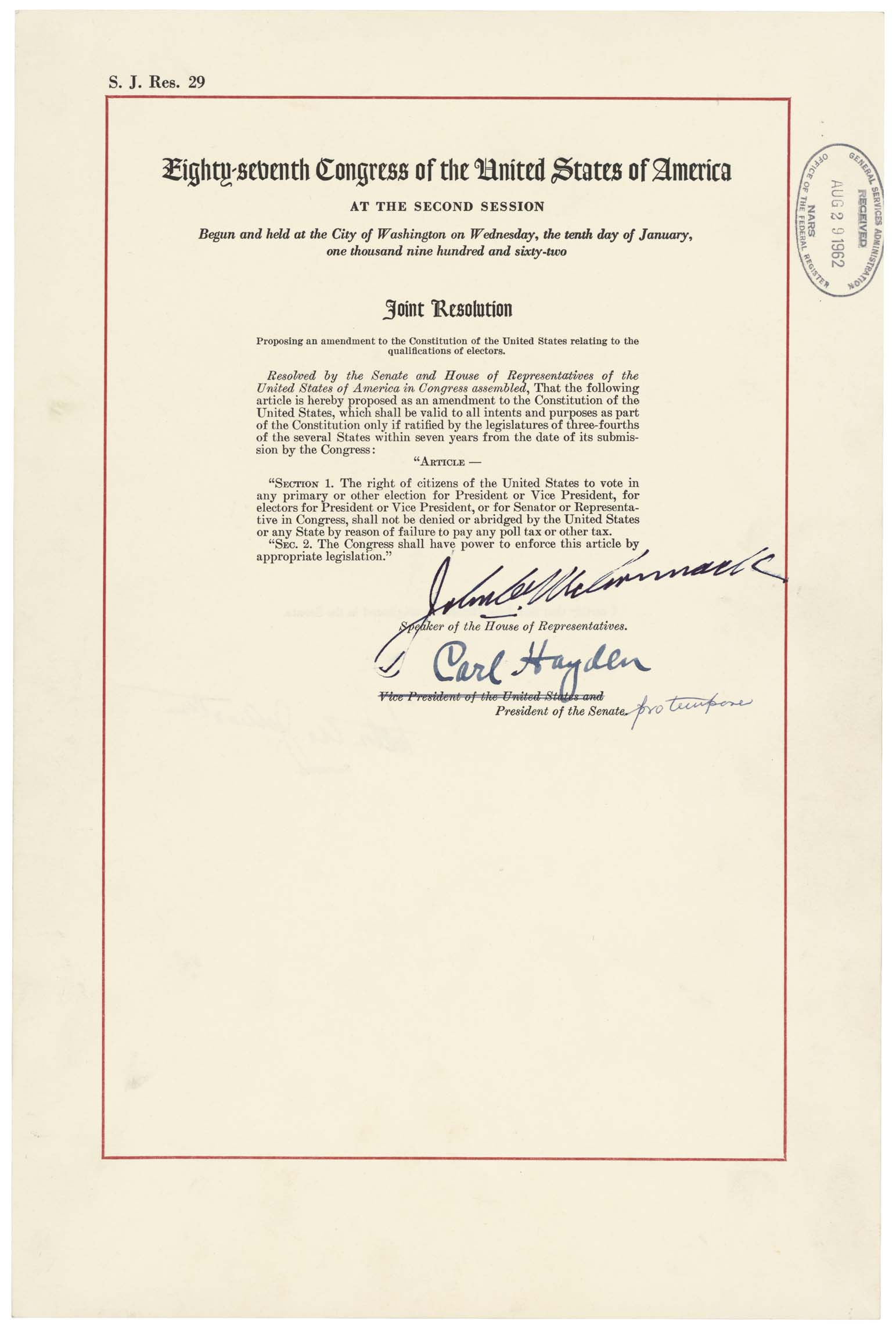
アメリカ国立公文書記録管理局に保管されているアメリカ合衆国憲法修正第24条

アメリカ合衆国憲法修正第24条（アメリカがっしゅうこくけんぽうしゅうせいだい24じょう、英:Twenty-fourth Amendment to the United States Constitution、あるいはAmendment XXIV）は、アメリカ合衆国議会と州議会に対して、人頭税あるいはその他の種類の税の支払を理由に連邦政府に関わる選挙権を制限することを禁じている。この修正条項は1962年8月27日にアメリカ合衆国議会によって提案され、1964年1月23日に必要とされる数の州によって批准され、成立した。

## 概要

投票条件の納税
該当年のみの人頭税
該当年までに課せられた全ての人頭税
納税条件なし

人頭税は、レコンストラクション以後に、憲法修正第15条で付与された黒人の選挙権を奪う手段として南部の11州で法制化された。奴隷身分から補償無しで解放された黒人の多くは貧困状態にあったため、彼らを人頭税を払わずに投票権を放棄するよう仕向けるための立法であった。1937年には、人頭税未納を理由とする投票権制限を合憲とする判決が合衆国最高裁判所により下された。
修正第24条が成立した1964年時点では、バージニア州、アラバマ州、テキサス州、アーカンソー州およびミシシッピ州の5つの州が投票条件としての人頭税を残しており、本条の発効によってこれらの州における連邦選挙で人頭税未納者の投票権が認められるようになった。
本条項は連邦選挙についての規定であるため、本条項発効の後も州選挙における投票権制限規定は直ちには撤廃されなかった。しかし、1966年の「ハーパー対バージニア州選挙委員会事件」の合衆国最高裁判所における6対3の判決で、憲法修正第14条の平等保護条項に違背しているとして、人頭税による投票権制限は州選挙においても違憲となった。

## 提案と批准

発効前に批准した州
発効後に批准した州
批准を拒絶した州
未批准の州

修正条項の最終案は提案時より7年以内の批准完了が条件とされ、合衆国上院は1962年3月27日に可決した。表決は可否順に77対16（このうち民主党が47対15、共和党が30対1）であった。8月27日には合衆国下院が295対86（このうち民主党が163対71、共和党が132対15）で可決し、同日をもって合衆国議会として修正条項案を提案した。
続いて次の州が批准した。
1. イリノイ州 (1962年11月14日)
2. ニュージャージー州 (1962年12月3日)
3. オレゴン州 (1963年1月25日)
4. モンタナ州 (1963年1月28日)
5. ウェストバージニア州 (1963年2月1日)
6. ニューヨーク州 (1963年2月4日)
7. メリーランド州 (1963年2月6日)
8. カリフォルニア州 (1963年2月7日)
9. アラスカ州 (1963年2月11日)
10. ロードアイランド州 (1963年2月14日)
11. インディアナ州 (1963年2月19日)
12. ユタ州 (1963年2月20日)
13. ミシガン州 (1963年2月20日)
14. コロラド州 (1963年2月21日)
15. オハイオ州 (1963年2月27日)
16. ミネソタ州 (1963年2月27日)
17. ニューメキシコ州 (1963年3月5日)
18. ハワイ州  (1963年3月6日)
19. ノースダコタ州 (1963年3月7日)
20. アイダホ州 (1963年3月8日)
21. ワシントン州 (1963年3月14日)
22. バーモント州 (1963年3月15日)
23. ネバダ州 (1963年3月19日)
24. コネチカット州 (1963年3月20日)
25. テネシー州 (1963年3月21日)
26. ペンシルベニア州 (1963年3月25日)
27. ウィスコンシン州 (1963年3月26日)
28. カンザス州 (1963年3月28日)
29. マサチューセッツ州 (1963年3月28日)
30. ネブラスカ州 (1963年4月4日)
31. フロリダ州 (1963年4月18日)
32. アイオワ州 (1963年4月24日)
33. デラウェア州 (1963年5月1日)
34. ミズーリ州 (1963年5月13日)
35. ニューハンプシャー州 (1963年6月12日)
36. ケンタッキー州 (1963年6月27日)
37. メイン州  (1964年1月16日)
38. サウスダコタ州 (1964年1月23日)

批准は4分の3の州の批准により1964年1月23日に完了し、修正第24条として発効した。この修正条項は後に次の州によっても批准された。ただし以下はいずれも批准期限の7年を経過した後の批准である。
1. バージニア州 (1977年2月25日)
2. ノースカロライナ州 (1989年3月3日)
3. アラバマ州 (2002年4月11日)
4. テキサス州 (2009年5月22日)

この修正条項は次の州によって拒絶された。
1. ミシシッピ州 (1962年12月20日)

次の州はこの修正条項を批准していない。
- アリゾナ州
- アーカンソー州
- ジョージア州
- ルイジアナ州
- オクラホマ州
- サウスカロライナ州
- ワイオミング州